# Dicke Lippen
Dicke Lippen ist ein Lied der deutschen Sängerin Katja Krasavice aus dem Jahre 2018. Die zweite Single der Musikerin wurde von Stard Ova und Robin Wick geschrieben sowie von ersterem produziert.

## Musik und Text
Dicke Lippen ist ein Dance-Pop-Song, der von 4-to-the-floor-Kick-Drums und elektronischem Bass dominiert wird. Einige Synthesizer spielen an manchen Stellen die einprägsame Melodie von letzterem nach. Katja Krasavice ist auf dem Lied hauptsächlich rappend zu hören, im Refrain wiederholt sie Fragmente des Satzes „Ich hab dicke Lippen und sie blasen“ rhythmisch. Das letzte Wort ist mit einem tiefen Pitch-Effekt bearbeitet. Im Pre-Chorus spricht eine männliche Stimme, die tiefer gepitcht wurde, besagte Zeile. Der Text des Liedes ist stark sexuell geprägt, wobei sowohl Euphemismen als auch explizite Formulierungen Einsatz finden. In der ersten Strophe wie auch im Refrain geht es primär um Fellatio, bzw. darum, wie die Größe ihrer Lippen der Interpretin bei der Sexualpraktik zugutekommt. Allerdings streut sie auch ihre Fähigkeiten in der Hundestellung mit ein. Im zweiten Vers thematisiert die Musikerin insbesondere ihren Erfolg sowie das Geld, das ihr dieser einbrachte, welches sie für plastische Chirurgie und einen Audi R8 ausgibt. Allerdings bleiben auch hier zweideutige Aussagen nicht aus.

## Musikvideo
Das unter der Regie von Mikis Fontagnier entstandene Musikvideo zu Dicke Lippen sticht insbesondere durch seine bunte Farbgebung hervor. Satte Türkis-, Rosa- und Orangetöne dominieren die Szenerie; teilweise noch während derselben Einstellung wechseln Hintergrund sowie Lippenstift und Kleidung der Sängerin zwischen eben diesen Färbungen hin und her. Katja Krasavice ist durchwegs freizügig angezogen und sitzt in mehreren Szenen auf einem goldenen Thron, auf welchem sie manchmal von zwei muskulösen, oberkörperfreien Männern und manchmal von zwei angeleinten Hunden der Rasse Dobermann umgeben ist. In weiteren Sequenzen befindet sie sich auf einem Liegestuhl, oder in bzw. vor einem Auto. Auch andere Frauen treten im Clip auf und sind beim Tanzen oder beim Verzehr von Lollipops zu sehen. Die Süßigkeiten stellen ein Phallussymbol dar.

## Kritik
Dicke Lippen erhielt negative Kritiken. Insbesondere der frivole Text wurde als trashig und plump empfunden; er würde den Spaß beim Anhören deutlich stören. Man nahm auch die Leistung der Musikerin selbst als unzureichend wahr, was die Schwächen des Songs in den Vordergrund rücke. Kritiker merkten an, dass das Lied ihrer Debütsingle Doggy unterlegen sei, welche trotz ähnlicher Prämisse musikalisch unterhaltsamer ausfiel, da die Produktion des Nachfolgetitels zu eintönig klänge. Insgesamt sah man in dem Stück ein Lied, das jugendlichen Zuhörern zwar imponieren würde, jedoch keinen künstlerischen Mehrwert biete und zu viel auf Klischees setze.

## Erfolg
Dicke Lippen war im deutschsprachigen Raum ein großer kommerzieller Erfolg. Es gelang dem Lied, in Österreich die Spitze der Charts zu erreichen und sich in Deutschland auf Platz 4 zu positionieren. In der Schweiz reichten die Verkäufe und Streams für Nummer 12 der Hitparade.